# Maison-Roland
Maison-Roland là một xã ở tỉnh Somme, vùng Hauts-de-France, Pháp.

## Địa lý
Thị trấn này tọa lạc trên đường D108e, khoảng 11 miles east-về phía đông bắc của Abbeville.

## Dân số
| 1962                                                           | 1968 | 1975 | 1982 | 1990 | 1999 |
| -------------------------------------------------------------- | ---- | ---- | ---- | ---- | ---- |
| 155                                                            | 156  | 145  | 141  | 128  | 109  |
| Số liệu điều tra dân số từ năm 1962, dân số không tính hai lần |      |      |      |      |      |

## Địa điểm nổi bật

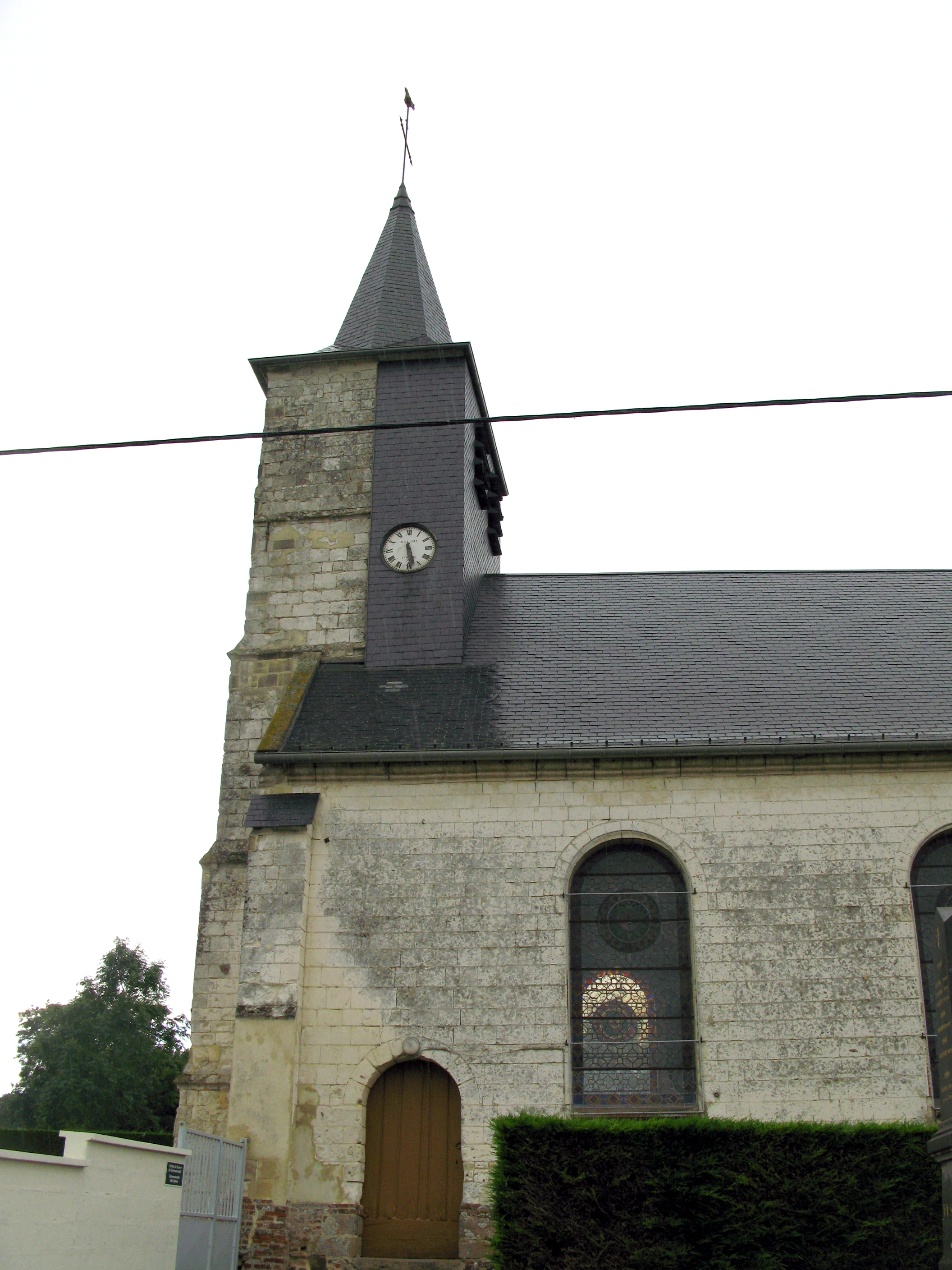
Nhà thờ

- Nhà thờ tại Maison-Roland